# Левентал, Джон
Джон Левентал (англ. John Leventhal) — американский музыкальный продюсер и автор песен. Лауреат премии Грэмми за совместные работы, в том числе с певицей Шон Колвин.

## Биография
Родился 18 декабря 1952 года в городе Нью-Йорк (США).
Альбомы, которые продюсировал Левенталь были номинированы на 16 премий Грэмми, три из которых он выиграл.
В сентябре 2015 года получил награду Americana Music Association's award в категории Instrumentalist Of The Year.
Leventhal также был композитором фильмов Winter Solstice (2004) и Big Stone Gap (2014).

## Дискография
Совместные работы
- «Sunny Came Home» (соавтор; Шон Колвин)
- «A Feather’s Not a Bird» (соавтор, Rosanne Cash)

## Награды и номинации
| Год  | Ассоциация   | Категория                                 | Номинированная работа                            | Результат |
| ---- | ------------ | ----------------------------------------- | ------------------------------------------------ | --------- |
| 1998 | Grammy Award | Премия «Грэмми» за лучшую запись года     | «Sunny Came Home» (продюсер)                     | Победа    |
| 1998 | Grammy Award | Премия «Грэмми» за лучшую песню года      | «Sunny Came Home» (соавтор, Шон Колвин)          | Победа    |
| 2015 | Grammy Award | Grammy Award for Best American Roots Song | «A Feather’s Not a Bird» (соавтор, Rosanne Cash) | Победа    |